# Haltrup
Haltrup er en bebyggelse  i Øse Sogn, Varde Kommune i Region Syddanmark. Området har en dokumenteret historie der strækker sig tilbage til omkring 1440.

## Historie

### Middelalder og tidlig moderne tid
Haltrup nævnes første gang omkring 1440 under navnet "Halmdrup", hvor det fungerede som krongods. I 1580 blev stedet omdannet til en hovedgård med middelalderlige befæstninger. Arkæologiske spor viser "et Voldsted, der har været omgivet af Grave" (et befæstet sted omgivet af voldgrave) ved den østligste gård.
I 1609 ejedes Haltrup som sædegård af Christen Madsen, som havde særlige privilegier inklusiv sin egen herskabsstol i Øse Kirke. Denne status som adelsgård ophørte i 1647, hvor ejendommen blev nedklassificeret til almindelig bondegård.

### Ejerskifte og adelsfamilier
Gennem 1600-tallet skiftede Haltrup hænder mellem flere prominente adelsfamilier, herunder slægterne Juel og Vind. I 1684 brugte Christen Vind ejendommen til at betale en gæld på 400 rigsdaler til Jakob Bjørnsen, toldforvalter i Varde.

## Industri

### Haltrup Teglværk
Haltrup Teglværk var i drift fra 1916 til 1945. Teglværket udnyttede områdets "lagdelt istidsler" (lagdelt glaciallér) og var sammen med Sønderskov Teglværk (etableret 1914) med til at udnytte de lokale geologiske ressourcer.

### Haltruplund Dambrug
Haltruplund Dambrug var et dambrug ved Holme Å. Dambruget lukkede omkring 2022, hvorefter spærringen blev fjernet i 2023 for at genoprette vandløbets naturlige tilstand.

### Jernbane
Haltrup-området havde tre stationer/trinbræt på Varde-Grindsted Jernbane (1919-1972):
- Bolhede trinbræt i km 16,3 (valmtag). Havde sidespor i 1930'erne.
- Abildhede trinbræt i km 17,4 fra slutningen af 1930'erne (halvtag).
- Gravlund station i km 19,3. Havde traktorremise og 2 km sidespor til Haltrup teglværk i 1930'erne. Senere nedrykket til trinbræt.

## Natur og landskab

### Haltrup Hede
Haltrup Hede er i dag et fredet hedeområde, som administreres af Naturstyrelsen. Området vedligeholdes gennem traditionelle metoder som kontrolleret afbrænding og græsning med heste og kvæg.
Heden er integreret i det regionale stisystem med markerede vandreruter, informationstavler og shelterpladser. Området er forbundet med Kyst til Kyst-stien fra Vejle til Blåvandshuk.

### Haltrup Lund
Haltrup Lund nævnes i historiske kilder som egeskov, der dækkede 70 tønder land. Det var en del af Hedeselskabets skovrejsningsbevægelse fra 1866 og fremefter.

## Arkæologi
Haltrup rummer flere arkæologiske fund, herunder et middelalderligt voldsted ved den østligste gård, som dog ikke længere er synligt i terrænet.
Området indeholder desuden adskillige rundhøje fra oldtiden. Stednavnet "Gravlund" nævnes allerede i 1631 som del af Haltrup.
Vardemuseerne har det arkæologiske ansvar i Varde Kommune gennem deres afdeling Arkæologi Vestjylland (ArkVest).

## Administrativ historie
Haltrup har gennem historien hørt under:
- Øse Sogn, Skast Herred, Ribe Amt (historisk)
- Helle Kommune (1970-2006)
- Varde Kommune (2007-)[9]

## Eksterne links
- Øse Sogn i Trap Danmark
- Vandreruter i Haltrup Hede

|  | Denne artikel om lokaliteten Haltrup kan blive bedre, hvis der indsættes et (bedre) billede. Du kan hjælpe ved at afsøge Wikimedia Commons for et passende billede eller lægge et op på Wikimedia Commons med en af de tilladte licenser og indsætte det i artiklen. |